# Istocheta hemichaeta
Istocheta hemichaeta là một loài ruồi trong họ Tachinidae.